# Adesmia friesii
Adesmia friesii es una especie de planta floral del género Adesmia, tribu Dalbergieae, subfamilia, Faboideae.

## Distribución
Especie nativa de Argentina. Crece en el bosque subtropical.

## Taxonomía
Fue descrita por Burkart ex Ulibarri y publicada en Hickenia 1: 121 (1978).
Etimología
Adesmia: del griego a- (sin) y desme (envoltorio), en referencia a los estambres libres.